# 天威集团
天威集团總公司，中國兵器裝備集團旗下公司，位於中国河北省保定市，是中国最大的变压器制造企业之一。该集团始建于1958年，是中国国内电力设备工业的中坚，至2004年共有12個控股的子公司。
2003年，該公司曾與德國西门子公司聯合製造中國發電量最高的三峽左岸電廠發電機。自1997年起，連續7年成為中國最大的變壓器生產企業。2004年，該集團的變壓器生產量達到4500万KVA，为世界第一。
旗下天威保變在上海證券交易所上市。天威集團淨利從2010年起已連4年虧損，迄2014年底，天威集團帳面總資產129.17億人民幣，但總負債達209.53億人民幣，處於嚴重「資不抵債」。2016年三月聯合資信3月已把天威的信用評級從「BBB」下調至「BB」。

## 外部連結
- 天威集團 （页面存档备份，存于）